# Vasjobbágyi
Vasjobbágyi (németül: Jabing) község Ausztriában, Burgenland tartományban, a Felsőőri járásban.

## Fekvése
Felsőőrtől 8 km-re délkeletre, a Pinka partján fekszik.

## Története
Területén a magyar honfoglalást követően határőrtelepülés állt, mely azonban a határmenti harcokban elpusztult. 1327-ben Károly Róbert király rendeletére újratelepítették, lakóit pedig a régi kiváltságokkal ruházták fel. Története során Vörösvár, Borostyánkő, Rohonc és Németújvár uradalmához is tartozott, kiváltságait azonban mindvégig megőrizte. 1440-ben "Jobagy" alakban említik. A 15. században még Felső- és Alsóőrrel, valamint Őriszigettel együtt magyar nyelvszigetet képezett. A 16. századtól az Erdődy család birtoka volt. 1529-ben és 1532-ben elpusztította a török. Ezt követően német és horvát telepesekkel telepítették be. Kisnemesi lakói 1605-ben szabadságjogaikért harcoltak a borostyánkői uradalommal szemben. Az oklevelek szerint a község régen két részből állt. Az északi részt Kisjobbágyit nemesi kiváltságokkal rendelkező magyar kisnemesek, a nagyobbik részt, Nagyjobbágyit pedig többségben németek lakták.
Vályi András szerint " JOBBÁGYI. Jablung. Elegyes falu Vas Várm. földes Ura G. Erdődy Uraság, lakosai katolikusok, fekszik Veres Toronyhoz fél mértföldnyire, Német Szent Mihálynak filiája, némelly nemes Urak is laknak benne, határja közép termékenységű, vagyonnyai külömbfélek."
Fényes Elek szerint " Jobbágyi, (Jabling), magyar-német falu, Vas vmegyében, Vörösvár és Sz. Mihály közt: 895 kath., 105 evang. lak., kik igen szorgalmatosak, s hegyeikben találtatott kékes agyagból igen kapós korsókat s más edényeket csinálnak, mellyeket aztán messze földre elvisznek. E korsók Petersdorfer név alatt ismeretesek. Határa szűk és sovány. F. u. gr. Erdődy György s nemesek. Ut. p. Kőszeg."
Vas vármegye monográfiája szerint " Jobbágyi nagyobb község a Pinka patak mellett. Házainak száma 209, lélekszáma 1346. A lakosok magyarok és németajkúak, vallásuk r. kath. és ág. ev. Postája helyben van, távírója Vörösvár. A község lakosai gerencsérmunkáikról ismeretesek. Kath. temploma a XVIII. században épült. Innen származik a Jobbágyi-család és innen nyerte predikátumát a Gaiger-család is. Földesura az Erdődy-család volt."
1910-ben 1280 lakosából 1122 német, 133 magyar, 25 egyéb nemzetiségű volt. A trianoni békeszerződésig Vas vármegye Felsőőri járásához tartozott. 1921-ben Ausztria Burgenland tartományának része lett.
2001-ben 742 lakosa volt, ebből 691 német, 22 magyar, 29 egyéb nemzetiségű.

## Nevezetességei
- Szent Anna tiszteletére szentelt római katolikus temploma a 18. században épült.
- Evangélikus iskola és imaház.
- A jobbágyi temetőrét az egykor tájmeghatározónak számító nedves völgyrétek maradványa.

## Külső hivatkozások
- Hivatalos oldal
- Információs portál
- A község a dél-burgenlandi települések honlapján
- A község az Osztrák Statisztikai Hivatal honlapján
- A helyi természetvédelmi terület ismertetője[halott link]
- A helyi tűzoltóegylet honlapja[halott link]
- Az ASKÖ Jabing sportklub honlapja